# It Hurts So Good
"It Hurts So Good" is een nummer geschreven door Phillip Mitchell en voor het eerst opgenomen in 1971 door Katie Love and the Four Shades of Black op het label Muscle Shoals Sound. Die versie werd geen hit, en het nummer werd later succesvoller opgenomen door Millie Jackson, wiens opname uit 1973 te zien was in de blaxploitation-actiefilm Cleopatra Jones. Hitversies werden ook opgenomen door Susan Cadogan en Jimmy Somerville, beide getiteld "Hurt So Good".